# Lexikon der gesamten Technik

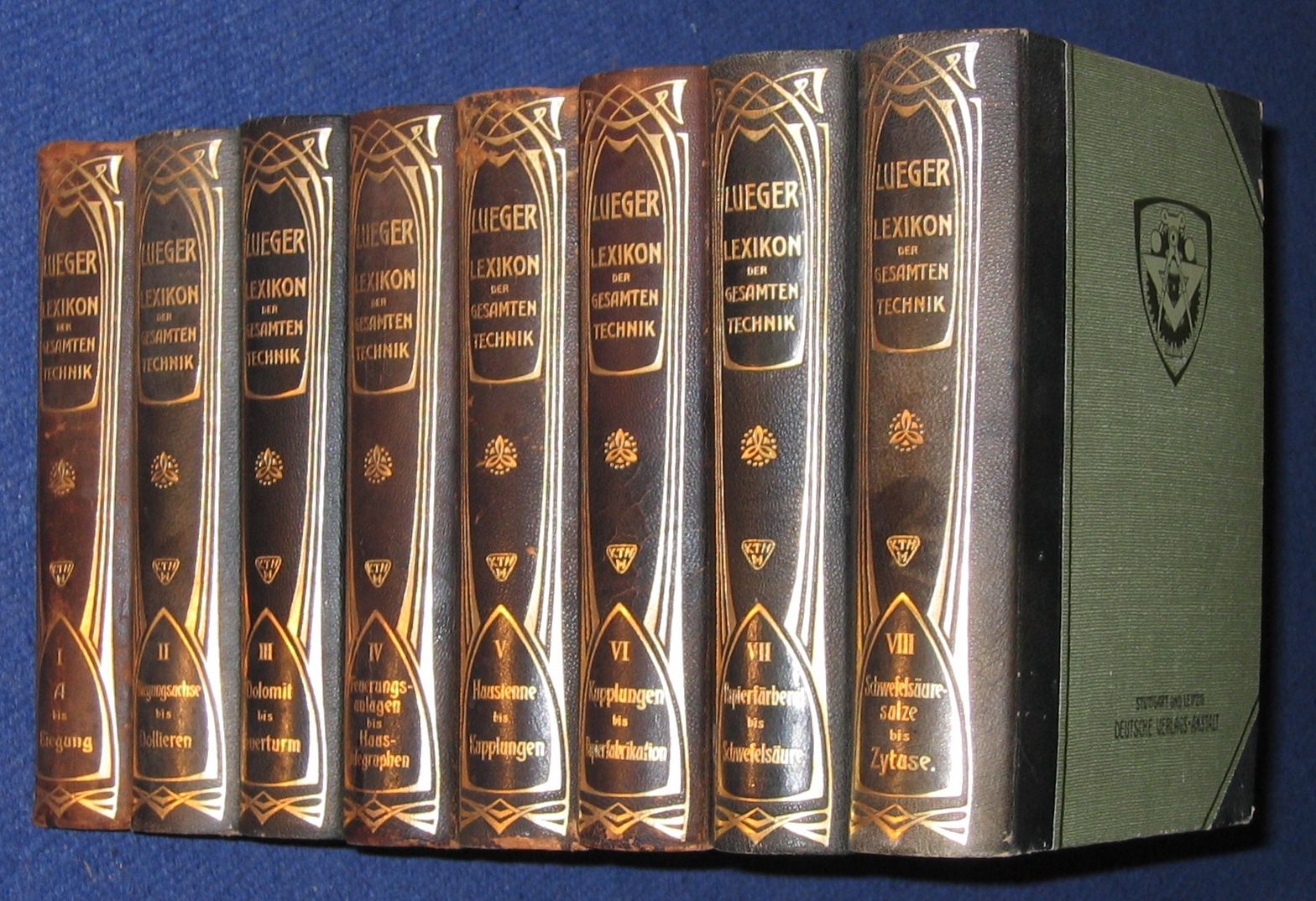
Lexikon der gesamten Technik, 2ª edición de 1904.

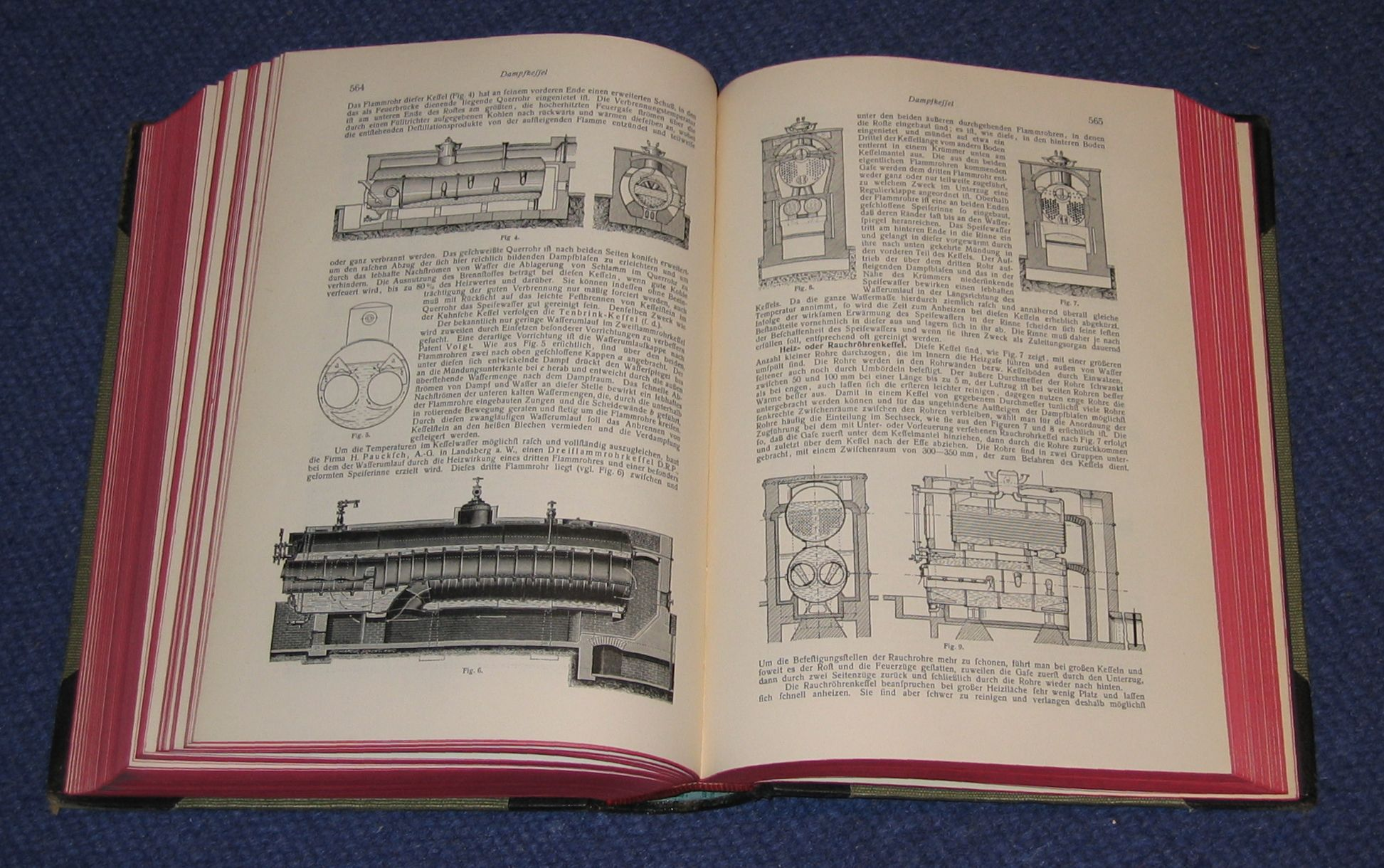
Lexikon der gesamten Technik, 2ª edición de 1904.

Lexikon der gesamten Technik es el nombre de una enciclopedia ilustrada, escrita en idioma alemán, que contiene artículos de arquitectura, ingeniería y tecnología, redactados por el ingeniero alemán Otto Lueger (1843-1911). 

## Origen
La primera edición fue publicada en 1894.

## Ediciones
- 1ª Edición, 7 volúmenes, 1894-1899
- 2ª Edición, 8 volúmenes, 1904-1910 (con 2 suplementos en 1914 y 1920)
- 3ª Edición, 6 volúmenes, 1926-1929 (con un volumen del índice)
- 4ª Edición, 17 volúmenes, 1960-1972